# Gare de Peyruis - Les Mées
La gare de Peyruis - Les Mées est une gare ferroviaire française (fermée) de la ligne de Lyon-Perrache à Marseille-Saint-Charles (via Grenoble), située sur le territoire de la commune de Peyruis, à proximité des Mées, dans le département des Alpes-de-Haute-Provence, en région Provence-Alpes-Côte d'Azur.
Elle est mise en service en 1872 par la Compagnie des chemins de fer de Paris à Lyon et à la Méditerranée (PLM).

## Situation ferroviaire
Établie à 400 mètres d'altitude, la gare de Peyruis - Les Mées est située au point kilométrique (PK) 312,153 de la ligne de Lyon-Perrache à Marseille-Saint-Charles (via Grenoble), entre les gares de Château-Arnoux-Saint-Auban et de Lurs. 